# Armia Południowa (Państwa Centralne)

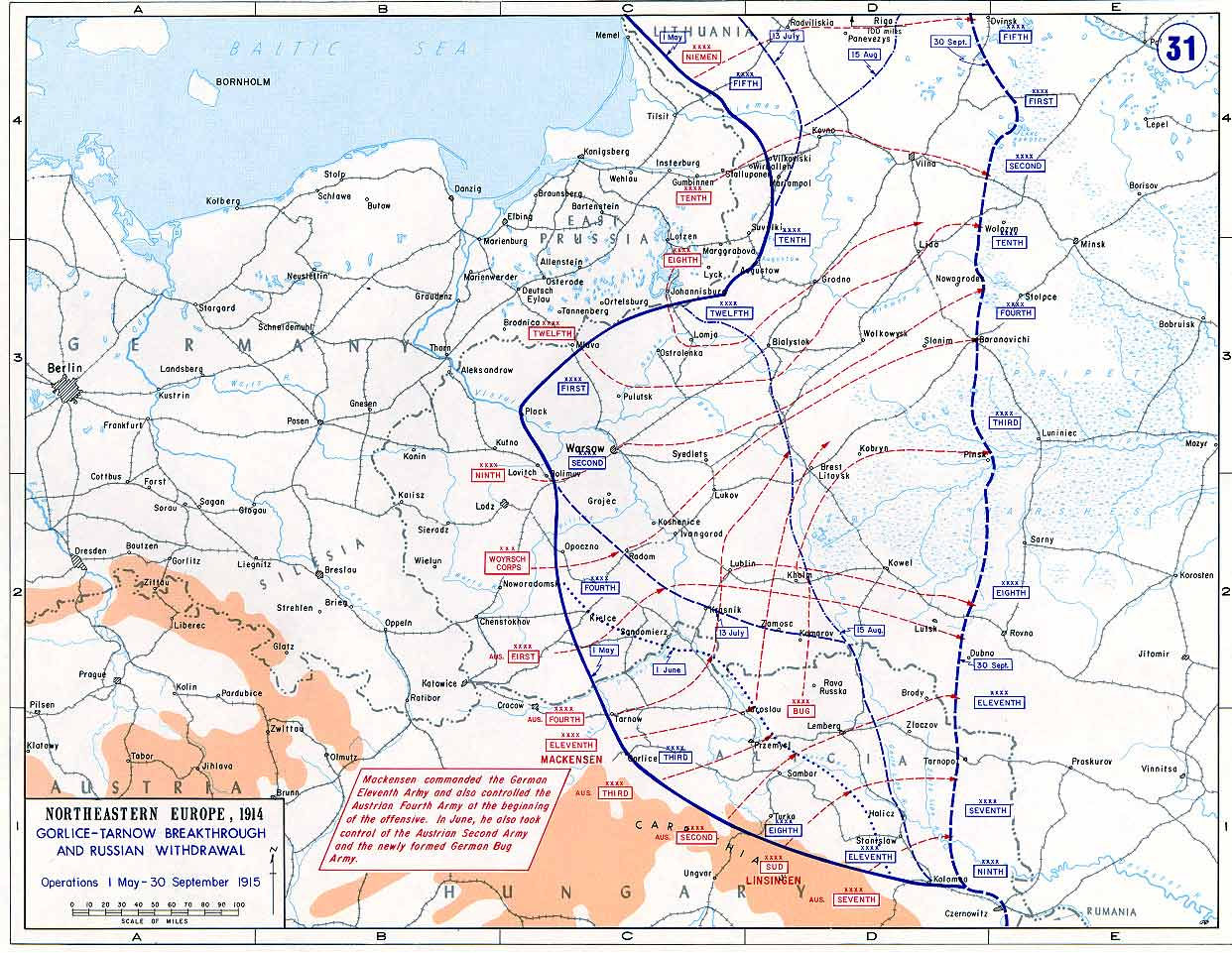
Front wschodni w 1915, na południu zaznaczone pozycje Armii Południowej

Armia Południowa (Südarmee) – wspólna armia, utworzona przez Austro-Węgry i Cesarstwo Niemieckie w styczniu 1915, w czasie I wojny światowej.
Obie strony przekazały do nowo utworzonej armii po 2,5 dywizji piechoty i 1 dywizji kawalerii. Dowództwo objął niemiecki generał Alexander von Linsingen.
Zadaniem armii było prowadzenie walk górskich w Karpatach. Początkowo austro-węgierska Naczelna Komenda Armii planowała skierować tę jednostkę na tereny Beskidu Niskiego, aby wzmocnić planowaną tu ofensywę. Jednak wskutek starań niemieckiego oficera łącznikowego Hugona Freytag-Loringhovena zdecydowano się wyznaczyć Armii pozycje w Bieszczadach Wschodnich, na wschód od Przełęczy Użockiej.
W skład Armii Południowej weszły m.in. oddziały Korpusu Hofmanna.

## Literatura
- Juliusz Bator - „Wojna galicyjska”, Kraków 2005, ISBN 83-921494-4-0